# 卡姆揚卡 (喬波維奇市鎮)
50°55′59″N 29°6′18″E / 50.93306°N 29.10500°E
卡姆揚卡（烏克蘭語：Кам'янка）是位於烏克蘭北部的村莊，由日托米爾州科羅斯滕區的喬波維奇市鎮負責管轄。該村始建於1547年，面積1.1平方公里，海拔高度165米，2001年人口252，人口密度每平方公里229.93人。